# 宇宙只有我和你 (专辑)
《宇宙只有我和你》是中国内地歌手杨洋的首张原创专辑，于2012年8月9日正式发行，共收录5首歌曲, Bonus Track附赠私密爱情广播剧。

## 说明
天娱传媒旗下“国民美女”杨洋，经过精心筹备即发行个人首张EP，歌曲颇具文艺气质，配上杨洋干净声线，为华语乐坛又带来了多首独特清新的民谣新作。 
2011年湖南卫视“快乐女声”全国五强的杨洋，以秀丽外形和细腻深情的声线备受瞩目，赛后她也从未停止自己的音乐脚步，推出首支个人单曲《等爱》、出演微电影《我愿意》、电视剧主题曲《诺》等。一系列作品均受到媒体歌迷的好评。此次EP推出的首波主打歌曲《宇宙只有我和你》定于6月19日于中歌榜进行首播。这是一首颇具文艺气质的纯爱歌曲，杨洋表示还是在第一次听到这首歌的小样时就被歌曲本身的独特气质所深深吸引，格外钟情。
2012年8月9日，《宇宙只有我和你》正式对外发行。

## 曲目
1. 幸福的可能
2. 宇宙只有我和你
3. 遗忘
4. 诺 feat. 李炜 (电视剧《凰图腾》片头曲)
5. 等爱
6. 杨小洋私密爱情记事 (Bonus Track)

## 其他
- 三首【暖心】新歌+二首【暖爱】经典
- 超值收录【私密爱情广播剧+记事本】 音乐文字声音 完美互动
- 惊喜附录【给未来恋人的情书】 首度剖白内心世界 对爱倾诉
- 首波主打《宇宙只有我和你》MV于2012年8月9日首播
- 第二波主打《遗忘》MV于2012年9月9日首播